# Безглазка толстоусая
Безглазка толстоусая, или верблюдка толстоусая (лат. Inocellia crassicornis) — вид верблюдок из семейства Inocelliidae.

## Описание
Верблюдка длиной 9—10 мм. Глазки отсутствуют. Усики толстые. Длина переднеспинки вдвое больше её ширины.